# 馬紹爾群島燭光魚
馬紹爾群島燭光鱼（学名：Polyipnus oluolus）为輻鰭魚綱巨口魚目褶胸鱼科的其中一種。分布於西太平洋的馬紹爾群島海域，為深海魚類，棲息深度可達290公尺，會進行垂直性洄游，體長可達2.7公分。